# Tezcutzingo
Texcotzingo (Tetzcotzingo, Tezcutzingo o Tetzcotzinco) és el diminutiu de Tetzcoco i per això significa el mateix que aquest, ‘lloc o ciutat del penyal', només que la terminació tzin indica una forma afectuosa i assenyalaria que és un indret bell i estimat, ja que en aquest lloc es trobaven els jardins de Netzahualcóyotl, considerats com els primers jardins botànics del món, juntament amb els jardins de Moctezuma a Oaxtepec. Els jardins i el jaciment se situen a 32 km al nord-oest de ciutat de Mèxic. És al municipi de Texcoco, a l'estat de Mèxic i ocupa una superfície de 122 hectàrees.

## Història
Texcotzingo es trobava al costat de la ciutat capital de Texcoco, i funcionava com jardins estiuencs imperials, amb residències imperials i cortesanes; utilitzava també amb un proveïment d'aigua excepcional. Tetzcotzingo, però, també era un espai sagrat hedonista, un espai agrícola, una espècie d'emblema, i un espai d'actuació agrícola.
Texcotzingo fou creat i dissenyat per Nezahualcóyotl al s. XV. Aquests jardins imperials recopilaven espècimens de plantes i animals per a la comprensió enciclopèdica de la fauna i la flora de tot l'Imperi asteca, així com per al cultiu de plantes medicinals. Era un lloc plaent i sensual, com una recreació del paradís. Dedicats a Tlàloc, déu de la pluja, aquests jardins es construïren amb escultures de la mitologia asteca, incloent la celebració de nombres sagrats com el número 52, per exemple.
Els estudis tècnics realitzats per l'Institut Nacional d'Antropologia i Història de Mèxic assenyalen una cronologia per a la zona arqueològica que es remunta al període del 1431 al 1521, època en què va tenir major auge l'activitat constructiva de monuments arqueològics, sobretot durant el mandat de l'il·lustre governador de Texcoco Nezahualcóyotl Entre les obres que en realitzà, destaquen les del turó Tetzcotzingo per l'harmonia arquitectònica amb elements de la natura, que manifesten un alt desenvolupament de la tecnologia hidràulica i el culte a les deïtats de l'aigua del poble de Texcoco; la descripció més completa d'aquestes obres la feu Fernando de Alva Ixtlilxóchitl en Història de la nació txitximeca.

## Arqueologia
Els nous projectes hidràulics i els jardins de terrassa transformaren la llavors terra estèril en exuberants jardins comestibles que incloïen els tres aliments bàsics en tota l'Amèrica precolombina: fesol, dacsa i carabassa. Els cursos d'aigua s'utilitzaven per a connectar piscines que tenien un significat històric i mític amb escultures monolítiques i representacions simbòliques per poder reafirmar la connexió de l'Imperi asteca amb les cosmografies mítiques i els imperis precedents. N'és un exemple clar un bany de piscina flanquejada per tres granotes, que representen els tres estats de l'Imperi asteca: Tenochtitlán, Texcoco i Tlacopan, les ciutats que crearen l'imperi dominant de la conca central de Mèxic durant tres segles.
Al lloc hi hagué, abans de la conquesta espanyola de Mèxic, un jardí botànic amb plantes medicinals (potser el primer d'Amèrica), així com un zoològic.
Els edificis més primerencs coneguts daten de les darreres etapes del preclàssic, cap als primers anys de la nostra era, i l'estil arquitectònic de les construccions postclàssiques de Tetzcotzingo exemplifiquen l'enginyeria aplicada a la construcció d'un sistema hidràulic que proveïa d'aigua el lloc i els pobles propers, com ara L'Aqüeducte, El Bany de la Reina, El Bany del Rei i El Reservori.
En aquest sentit, les instal·lacions i infraestructura hidràuliques són semblants a les que es troben al turó de Chapultepec. L'aigua hi arribava transportada per aqüeductes i pous amb vegetació. Quan hi arribaren els invasors espanyols, el lloc estava en ús, i el mateix Bernal Díaz del Castillo l'esmenta com un lloc d'extrema bellesa.
Les manifestacions estètiques de la pràctica dels mites —que eren vitals per a la cultura asteca— també tingueren un lloc important a Texcotzingo, amb espais dissenyats per a la recitació de poesia, música, cant, el ball i l'oració. La transformació de la muntanya de Texcotzingo en l'art, i la percepció que la muntanya mateixa és una obra d'art, té gran importància (ja siga mítica o d'un altre tipus) en la cultura ameríndia, i es qualifica així Texcotzingo com un treball de terra. També hi ha una connexió permanent entre les idees de l'art, la cultura i la natura manifesta en la roca-escultures, la flora-plantacions, en el disseny i construcció de Texcotzingo.
La bellesa d'aquest indret, considerat un palau de la reialesa texcocana o xochitecpancalli, inspirà al famós pintor José María Velasco a crear el seu oli Els banys de Nezahualcóyotl. La zona arqueològica està enclavada en el "sistema Tetzcotzingo", important àrea natural protegida, on hi ha gran biodiversitat d'espècies vegetals i animals endèmiques. Fou declarada zona de monuments històrics el 2002 pel govern de Mèxic.